# 哈尔滨呼兰河大桥
哈尔滨呼兰河大桥位于中国黑龙江省哈尔滨市呼兰区，是跨越呼兰河的一座桥梁。

## 历史
呼兰河大桥于1970年通车，旧桥全长342米，为拱桥，双向2车道，同时在大桥南岸建有收费站。因通行车辆逐年增加，在2002年于旧桥上游建立新桥，旧桥从此承担呼兰河南岸至北岸交通，新桥承担呼兰河北岸岸至南岸交通。2009年，撤销大桥收费站，改为免费通行。2013年初，因旧桥老化，开始于2013年2月20日进行改造升级，并于同年9月16日改造结束，并将旧桥结构由拱桥改为梁桥。大桥改造后全长500米，宽24米，双向6车道，上下行分离。